# 突撃ロック
『突撃ロック』（とつげきロック）は、ザ・クロマニヨンズの11枚目のシングル。2012年5月23日に、自身のレーベルHAPPY SONG RECORDSからリリースされた。

## 解説
前作から5か月経ってのシングル。2012年4月よりテレビ東京系テレビアニメ『NARUTO -ナルト- 疾風伝』のオープニングテーマに起用され、クロマニヨンズにとって初となるアニメのタイアップとなり、そのおよそ2か月後にリリースされた。
初回生産限定盤CDにはこの商品のために描き下ろされた、『NARUTO-ナルト-』オリジナルステッカー付になっている。

## 収録曲
（全編曲：ザ・クロマニヨンズ）
1. 突撃ロック [2:26]
作詞・作曲：甲本ヒロト
テレビ東京系テレビアニメ『NARUTO -ナルト- 疾風伝』オープニングテーマ（2012年4月5日 - 9月27日）。
2. サイダー [3:26]
作詞・作曲：真島昌利

## 収録アルバム
| 曲名       | アルバム              | 発売日       | 備考                  |
| ---------- | --------------------- | ------------ | --------------------- |
| 突撃ロック | 『YETI vs CROMAGNON』 | 2013年2月6日 | 7thオリジナルアルバム |

## 参加アーティスト
- 甲本ヒロト
- 真島昌利
- 小林勝
- 桐田勝治